# 焦李成
焦李成（1959年10月18日—），男，陕西白水人，中国人工智能专家，现任西安电子科技大学智能感知与图像理解教育部重点实验室主任，是中国最早研究人工神经网络的专家之一。他的主要研究领域为非线性信号与图像处理，自然计算和智能信息处理。

## 生平
焦李成是陕西省白水县林皋镇人。1982年毕业于上海交通大学，1990年在西安交通大学获博士学位。